# Martine Le Gal
Pour les articles homonymes, voir Le Gal.
 (septembre 2015).
Si vous disposez d'ouvrages ou d'articles de référence ou si vous connaissez des sites web de qualité traitant du thème abordé ici, merci de compléter l'article en donnant les références utiles à sa vérifiabilité et en les liant à la section « Notes et références ».
Martine Le Gal était enseignante, plus précisément professeur d'enseignement général de collège (PEGC). Elle compte, des années 1980 à 1994 parmi les principaux responsables du Syndicat national des instituteurs (SNI-PEGC), de la Fédération de l'Éducation nationale (FEN) et de l'Union nationale des syndicats autonomes (UNSA). Martine Le Gal est décédée à 59 ans en août 2006 des suites d'un cancer.

## Militante dans les Hauts-de-Seine
Adhérente de la section départementale des Hauts-de-Seine du  SNI (puis (SNI-PEGC) et de la  FEN, elle milite au sein du courant de pensée « Unité Indépendance et Démocratie (UID) qui appartient à la majorité nationale mais est minoritaire au sein du SNI-PEGC 92. En revanche, la section départementale de la FEN a une direction majoritaire en raison de la « proportionnelle proportionnée » qui plafonne la représentation des syndicats numériquement les plus importants pour garantir la diversité des représentations professionnelles. C'est donc au sein de la FEN 92 qu'elle exerce ses premières responsabilités syndicales et s'affirme comme une militante combative. Elle en devient secrétaire générale à la fin des années 1970.

## Responsable nationale du SNI-PEGC, de la FEN, de l'UNSA
Au début des années 1980, elle entre au Bureau national et au secrétariat national du SNI-PEGC dont elle assume notamment la responsabilité du secteur « collèges », puis le secteur « revendicatif ». Elle siège également à l'Exécutif de la Fédération de l'Éducation nationale.

### Des «corps comparables» au protocole Rocard-Jospin de 1989
Martine Le Gal contribue à l'élaboration du projet de création de « corps comparables » que portent le SNI-PEGC puis la FEN à partir du congrès de La Rochelle et qui remet en cause la hiérarchie des rémunérations selon l'âge des élèves de l'enseignement scolaire (hors la situation particulière du corps des agrégés).
Les négociations de 1989 sur la revalorisation de la fonction enseignante avec le gouvernement de Michel Rocard, Lionel Jospin étant ministre de l'Éducation nationale consacrent l'égalité de traitement entre tous les enseignants de la maternelle au lycée, malgré l'abandon de la proposition ministérielle initiale de la création d'un corps des professeurs de collège en raison de l'hostilité du SNES. Elle joue de même un rôle important, au côté de Jean-Paul Roux, dans les négociations de 1990 qui conduiront aux « accords Durafour » sur la refonte de la grille de la fonction publique qui amplifient le protocole de 1989.

### Première secrétaire générale de l'UNSA
Par la suite, elle devient secrétaire nationale de la FEN. Le 12 février 1993, lors de l'assemblée générale constitutive de l'UNSA, elle en devient la première secrétaire générale. Elle quitte cette fonction en 1994 en raison de tensions internes à la FEN, alors que son bilan personnel à l'UNSA naissante n'est pas contesté.
Elle conserve cependant des responsabilités à l'UNSA en tant que déléguée nationale puis secrétaire nationale. Elle y joue notamment un rôle important en matière de formation mais aussi sur le dossier de l'aménagement du territoire et de la politique de la ville où ses compétences et sa connaissance du dossier en font une personnalité reconnue. En témoigne son élection à l'unanimité à la vice-présidence de la commission permanente du Conseil national de l'aménagement du territoire.
Au congrès de l'UNSA de Nantes (2005), elle retrouve officiellement les fonctions de secrétaire nationale.

## Une femme de conviction
Oratrice exceptionnelle, militante de conviction, Martine Le Gal avait un caractère entier qui ne la conduisait pas nécessairement à la recherche du consensus. Elle avait exprimé ses désaccords croissants avec Yannick Simbron, jusqu'à la démission de celui-ci du secrétariat général de la FEN et assumé le choix de la scission de la FEN de 1992. Elle considéra comme une injustice l'obligation qui lui était faite de quitter en 1994 les responsabilités de premier plan qui étaient les siennes et dans lesquelles elle n'avait assurément pas démérité, mais poursuivit sa tâche avec une détermination et cette force de travail que lui reconnaissaient amis comme adversaires.

### Autres mandats
Martine Le Gal était également conseillère municipale de Senonches en Eure-et-Loir où elle possédait une résidence secondaire.